# Virtuti Militari

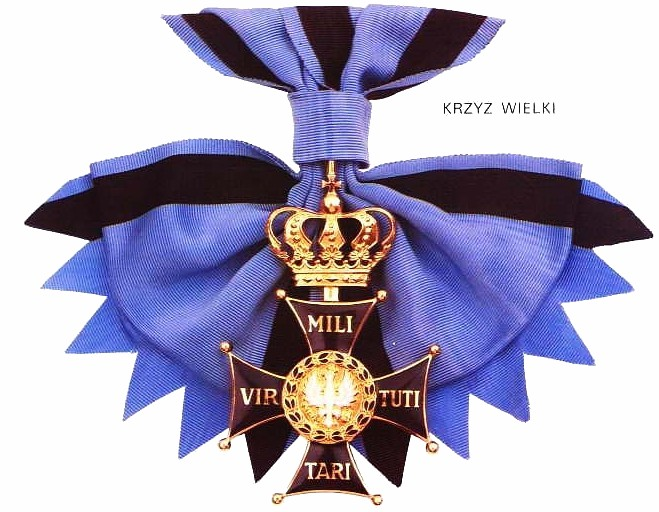
Großkreuz

Virtuti Militari (lateinisch für „der militärischen Tugend“) ist der höchste Militärverdienstorden Polens. Er wurde als „Militärorden“ (polnisch Order Wojskowy) von der Volksrepublik, Kongresspolen, dem Kaiserreich Russland (1831 bis 1835), dem Herzogtum Warschau und als „Orden des Militärkreuzes“ (polnisch Order Krzyża Wojskowego) von Polen-Litauen verliehen.

## Ordensklassen, Dekoration und Trageweise

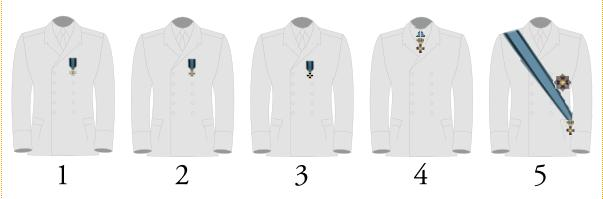
Trageweise Silbernes Kreuz bis Großkreuz (v. l. n. r.)

Der Orden ist in fünf Ordensklassen eingeteilt:
1. Großkreuz
2. Komturkreuz
3. Ritterkreuz
4. Goldenes Kreuz
5. Silbernes Kreuz

Das Ordenszeichen der höheren drei Klassen ist schwarz emailliert, mit goldenem Rand, und trägt auf dem Avers in seiner Mitte ein goldenes Medaillon mit weiß emailliertem polnischem Weißem Adler mit vollen Regalien, der von einem grünen Lorbeerkranz umgeben war. Die Arme des Kreuzes tragen die goldene Inschrift Virtuti Militari. Im Revers ist das vergoldete Kreuz glatt und trägt im Mittelmedaillon die Inschrift Honor i Ojczyzna (Ehre und Vaterland). Das Goldene und das Silberne Kreuz sind ohne Email. Die Kreuze der 1. und 2. Klasse sind an einer ovalen goldenen Plakette mit den Initialen polnisch RP ‚Rzeczpospolita Polska – Republik Polen‘ aufgehängt.

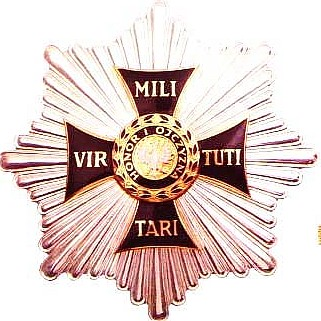
Bruststern zum Großkreuz

Zum Großkreuz wird ein achtstrahliger silberner Bruststern getragen, der das Ordenskreuz zeigt. Im Mittelmedaillon des Kreuzes befand sich der weiße Adler mit vollen Regalien, der von der Inschrift Honor i Ojczyzna und einem grünen Lorbeerkranz umgeben war.

Ordensband

Das Ordensband ist dunkelblau, von zwei breiten schwarzen Streifen eingefasst. Das Großkreuz wird am Schulterband von der rechten Schulter bis zur linken Hüfte getragen, das Komturkreuz am Hals, die übrigen drei Klassen werden auf der linken Brust getragen.

## Geschichte

### Polen-Litauen 1792–1793

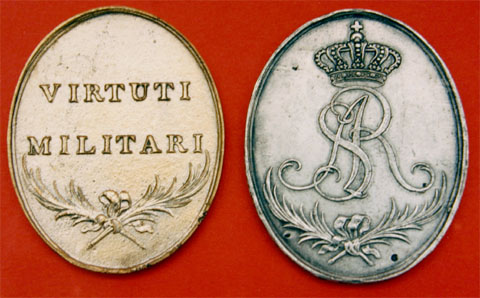
Revers der Goldenen und Avers der Silbernen Medaille

Der zunächst nur „Militärorden“ (polnisch Order Wojskowy) genannte Virtuti Militari wurde 1792 im Russisch-Polnischen Krieg gestiftet. Nach dem Sieg über die Kaiserlich Russische Armee in der Schlacht bei Zieleńce am 18. Juni 1792 unter dem Befehl des Königsneffen Józef Antoni Poniatowski sandte dieser den Bericht über die gewonnene Schlacht mit einer Liste der besonders verdienten Offiziere an König Stanislaus II. August Poniatowski. Die ersten Ordenszeichen waren die Goldene und die Silberne Medaille. Auf dem Avers zeigte sie das von einer Königskrone bekränzte Monogramm SAR (Stanislaus Augustus Rex), unter dem Monogramm befanden sich zwei gekreuzte Lorbeerzweige mit einem Band. Auf dem Revers besaß die Medaille die Inschrift „Virtuti Militari“, unter ihr zwei Lorbeerzweige wie auf dem Avers. König Stanislaus II. August schickte die ersten 20 Goldenen Medaillen des Virtuti Militari an Józef Poniatowski. Sie wurden am 25. Juni an Offiziere verteilt. Ein paar Tage später verteilte man 40 Silberne Medaillen an Unteroffiziere und einfache Soldaten.
Zwischen dem 10. und dem 28. August 1792 entwarf Poniatowski die ersten Ordensstatuten. Als Vorlage verwendete er die Statuten des österreichischen Militär-Maria-Theresien-Ordens, mit denen er als ehemaliger österreichischer Offizier gut vertraut war. Es wurde ein Ordenskapitel von 14 Mitgliedern gebildet, unter ihnen die Generale Tadeusz Kościuszko, der spätere Statthalter des Kongresskönigreiches Józef Zajączek und Józef Poniatowski selbst. Der „Orden des Militärkreuzes“ war in fünf Ordensklassen eingeteilt:
- Großkreuz
- Komturkreuz
- Ritterkreuz
- Goldene Medaille
- Silberne Medaille

Das Aussehen des Averses war dasselbe wie heute, der Revers trug im Mittelmedaillon die Abbildung des litauischen Staatswappens und auf den Armen das Monogramm SARP (Stanislaus Augustus Rex Poloniae). Das Band war dasselbe wie heute.
Nach dem Beitritt des Königs zur Konföderation von Targowica am 23. Juli erging ein Verbot des Tragens der Ordenszeichen, was am 7. Januar 1793 auf Druck der Kaiserin Katharina II. erneuert wurde.

### Herzogtum Warschau 1807–1815

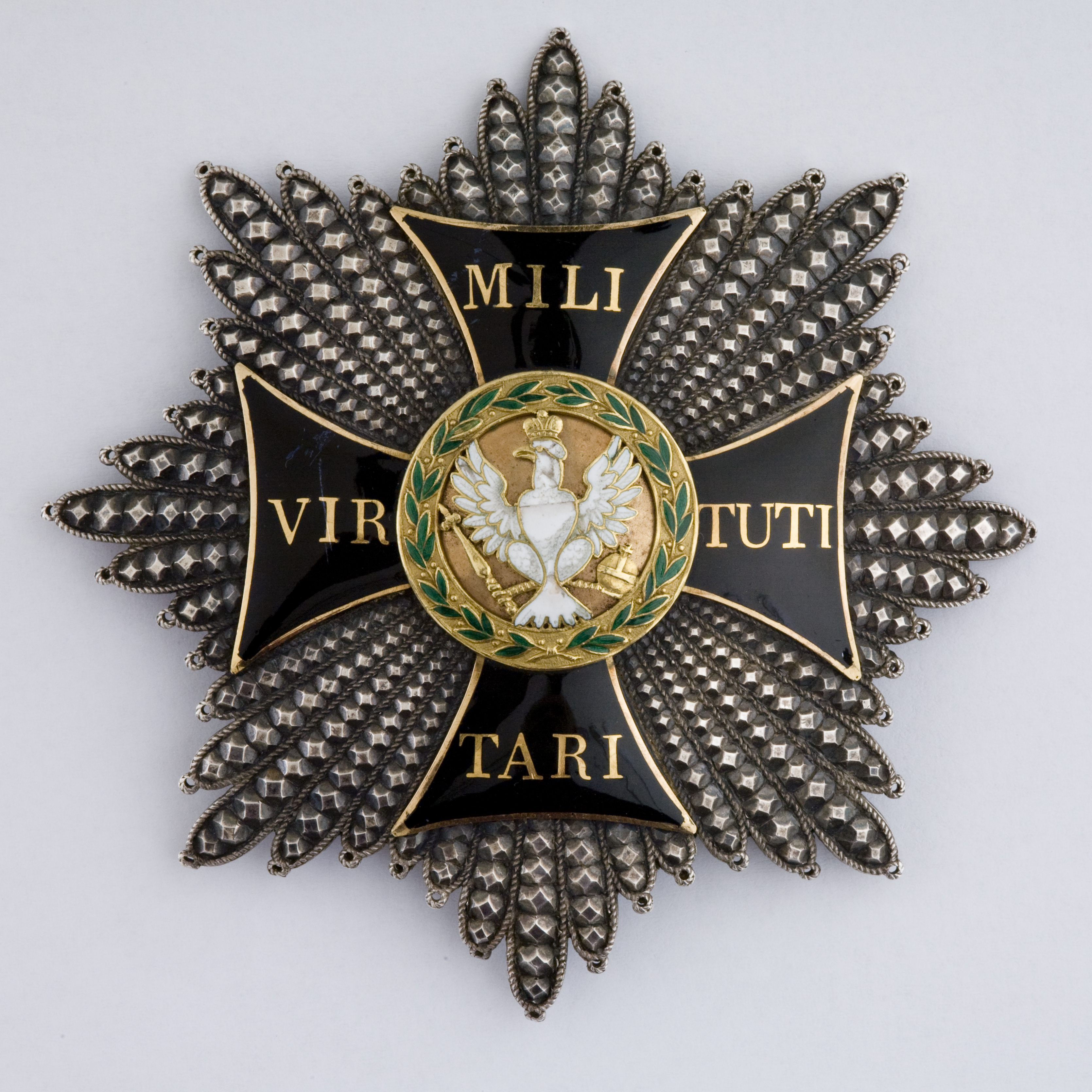
Stern für das Großkreuz des Militärorden des Herzogtums Warschau Virtuti Militari, 1809

Im Juli 1807 wurde der Orden im Herzogtum Warschau als „Militärorden des Herzogtums Warschau“ erneuert. Herzog Friedrich August I. ließ im Herbst dieses Jahres sehr demokratische und genaue Verleihungskriterien ausarbeiten: Das Komturkreuz konnten nur Generale ab Generalleutnant erhalten, das Ritterkreuz nur ranghöhere Offiziere vom Major bis zum Generalmajor. Die Kandidaten sollten von einem Regimentsrat vorgeschlagen werden, der aus 10 Soldaten bestehen sollte, die alle Chargen vom Regimentsbefehlshaber bis zum einfachen Soldaten repräsentieren sollten.
1808 musste Herzog Friedrich August I. auf Verlangen des Kaisers Alexander I., der auch den Titel „Großfürst von Litauen“ trug, das Wappen Litauens auf dem Revers durch die Inschrift Rex et Patria (König und Vaterland) ersetzen, unter der die Jahreszahl 1792 stand. Die fünf Klassen wurden beibehalten, statt der Medaillen der 4. und 5. Klasse wurden das Goldene und das Silberne Kreuz eingeführt. Die Kreuze der 1. und 2. Klassen waren an einer goldenen Königskrone aufgehängt.
Während des Bestehens des Herzogtums Warschau werden insgesamt 1.506 Kreuze des Ordens verliehen, davon 2 Großkreuze, 9 Komturkreuze, 386 Ritterkreuze, 462 goldene und 647 silberne Kreuze.

### Kongresspolen 1815–1830
Zar Alexander I. als König von Polen ließ den Orden als „Polnischen Militärorden“ (polnisch Order Wojskowy Polski, russisch Польский военный орден Polskij wojennij orden) fortbestehen und die Inhaber die statutgemäßen Pensionen weiterbeziehen. Jeder mit dem Orden ausgezeichnete Offizier erwarb den Anspruch auf den erblichen Adel. Der Orden wurde nur noch an Teilnehmer der Koalitionskriege verliehen.
Während der Kämpfe der Armee des polnischen Novemberaufstandes 1830 gegen die russische Armee verlieh der Sejm 3.863 Kreuze, darunter 1 Komturkreuz, 105 Ritterkreuze, 1.963 goldene und 1794 silberne Kreuze.

### Russische Fremdherrschaft 1831–1917
Nach der Unterdrückung des Novemberaufstandes ließ Kaiser Nikolaus I. den Orden mit seinem bisherigen Aussehen bestehen. Das litauische Wappen verschwand vom Revers, das Datum 1792 wurde durch 1831 ersetzt. Der Orden wurde nur an Russen verliehen, die an den Kämpfen gegen die polnischen Aufständischen teilnahmen. Insgesamt erhielten ihn 106.500 russische Offiziere und Soldaten, was eine Abwertung des Ordens bedeutete. Ab 1835 wurde er nicht mehr verliehen, verblieb aber im Verzeichnis der russisch-kaiserlichen Orden bis 1917.

### 2. Republik 1918–1945

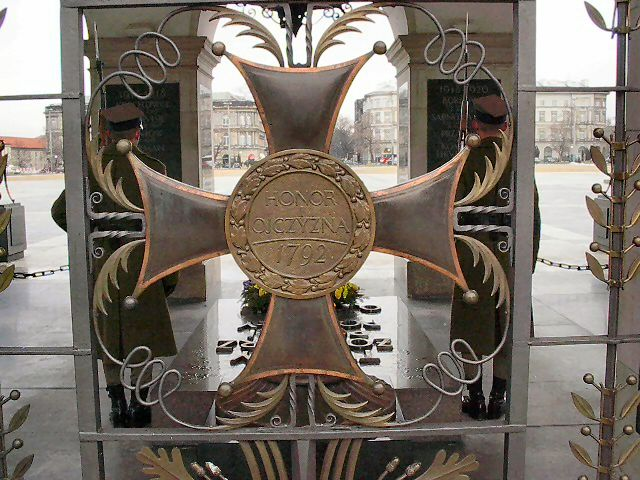
Revers des Ordens am Grab des Unbekannten Soldaten in Warschau

Im unabhängigen Polen wurden die ersten Statuten des zu erneuernden Ordens vorgelegt. Er sollte drei Klassen besitzen: Komtur-, Ritter- und Silbernes Kreuz. Am 1. August 1919 fasste der Sejm jedoch die Entscheidung, den Orden mit seinen fünf traditionellen Klassen unter dem Namen „Polnischer Militärorden“ zu erneuern. Jeder Inhaber sollte eine jährliche Pension von 300 Złoty beziehen. Unteroffiziere und Soldaten, die den Orden bekamen, hatten Anspruch auf den Offiziersrang. Der Tag des Ordensfestes war der 3. Mai als Nationaltag. Das Ordenskapitel sollte aus 12 Personen bestehen. Zum ersten Ordenskanzler wurde Józef Piłsudski gewählt.
1933 wurden neue Statuten erlassen, der Name des Ordens zu „Militärorden Virtuti Militari“ geändert. Der 11. November wurde zum neuen Ordenstag.
Bis 1939 wurden etwa 8.135 Kreuze verliehen, vor allem an Teilnehmer des polnisch-sowjetischen Kriegs und verdiente Ausländer. Im kurzen Kampf gegen den Überfall auf Polen im September 1939 wurden etwa 1.000 Kreuze verliehen. Während des Zweiten Weltkriegs verlieh die Polnische Exilregierung in London insgesamt rund 5.500 Kreuze, darunter 3 Komtur-, 6 Ritter-, 201 goldene und 5.363 silberne Kreuze (also keine Großkreuze). Nach Ende des Zweiten Weltkriegs 1945 wurden die Verleihungen nicht fortgesetzt.

### Volksrepublik 1944–1990
Bereits das Lubliner Komitee verlieh den Orden ab 1944 in fünf Klassen weiter. Die Abbildung des weißen Adlers im Medaillon des Kreuzes und des Sterns verlor ihre Regalien und zeigte den ungekrönten Adler der Volksrepublik. Die Krone in der Aufhängung der 1. und 2. Klasse wurde abgeschafft und durch eine ovale goldene Plakette mit (bis 1952) den Initialen „RP“ (Rzeczpospolita Polska – Republik Polen) und nach 1952 „PRL“ (Polska Rzeczpospolita Ludowa – Volksrepublik Polen) ersetzt. Das Ordensband blieb unverändert.
Bis 1990 wurden insgesamt etwa 13 Groß-, 3 Komtur-, 12 Ritter-, 177 goldene und 4.080 silberne Kreuze verliehen.

### 3. Republik ab 1990
Die Dritte Polnische Republik verlieh die unteren drei Klassen an bisher übergangene Veteranen der unter westalliiertem Kommando kämpfenden polnischen Streitkräfte aus dem Zweiten Weltkrieg. Man kehrte wieder vollständig zu der Version aus der Zeit zwischen 1918 und 1945 zurück, zwischen 1990 und 1991 war die Aufhängung der 1. und 2. Klasse wieder eine Krone.

## Bekannte Träger

### Polen-Litauen
- Tadeusz Kościuszko, Generalmajor (Goldene Medaille (höchste Stufe))
- Józef Antoni Poniatowski (Komtur), General, Oberbefehlshaber

### Herzogtum Warschau und Kongresskönigreich, 1807–1831
- Józef Antoni Poniatowski, Marschall von Frankreich (Großkreuz)
- Jan Ledóchowski, Politiker und Emigrant
- Louis-Nicolas Davout, Herzog von Auerstedt, Fürst von Eckmühl, Marschall von Frankreich (Großkreuz)
- Józef Zajączek, General (Komtur)
- Jan Henryk Dąbrowski, General (Komtur)
- Józef Chłopicki, General (Komtur),
- Jan Zygmunt Skrzynecki, (einziger Komtur von 1831), Oberbefehlshaber der Armee der Aufständischen, Generaloberst
- Joanna Żubr, Soldat, erste Frau, welche die Auszeichnung erhielt
- Jan Matuszyński, Arzt und enger Freund von Frédéric Chopin
- Franz von Rinecker, Arzt, Regimentsarzt einer Infanterieeinheit

### Zweite Republik 1918–1945
- Józef Piłsudski, Staatschef, Oberbefehlshaber (Großkreuz)
- Albert I., König von Belgien (Großkreuz)
- Viktor Emanuel III., König von Italien (Großkreuz)
- Alexander I., König von Jugoslawien (Großkreuz)
- Ferdinand I., König von Rumänien (Großkreuz)
- Edward Rydz-Śmigły, polnischer Marschall (Komtur)
- Józef Haller, General (Komtur)
- Ferdinand Foch, Marschall von Frankreich und Polen (Großkreuz)
- Maxime Weygand, General (Komtur)
- John J. Pershing, General (Komtur)
- Ignacy Kazimierz Ledóchowski, General, starb im KZ Dora-Mittelbau
- Tadeusz Komorowski, General, Befehlshaber des Warschauer Aufstandes von 1944 (Komtur).
- Charles de Gaulle, General, französischer Präsident (Großkreuz)
- Edgard de Larminat, französischer General (Großkreuz)
- Michał Gutowski, Brigadegeneral (Gold- und Silberkreuz)
- Stanisław Skalski, Brigadegeneral (Gold- und Silberkreuz)
- Jacob L. Devers, Lieutenant General, US Army

### Volksrepublik 1945–1990 (nur Großkreuze an Ausländer)
- Alexei Antonow
- Nikolai Bulganin
- Leonid Breschnew (Verleihung annulliert 1990)
- Josip Broz Tito
- Andrei Gretschko
- Iwan Konew
- Dwight Eisenhower
- Bernard Montgomery
- Konstantin Rokossowski
- Ludvík Svoboda
- Alexander Wassilewski
- Georgi Schukow